# 元晖 (尚书左仆射)
元晖（465年—519年），字景袭，河南郡洛阳县（今河南省洛阳市东）人，追尊魏昭成帝拓跋什翼犍六世孙，北魏宗室、官员。

## 生平
元晖多涉文史。北魏時任司徒参军事。北魏宣武帝时，他受宣武帝宠幸，为给事黄门侍郎，曾劝阻宣武帝勿将都城迁回平城（在今山西省大同市）。後迁侍中、領右衛將軍，出为冀州刺史。他任吏部尚书时，大收贿赂，选用官吏皆有定价，因此，当时人将吏部称为“市曹”。他出任冀州刺史时，大规模检括隐匿的户口，增收调绢五万匹，但同时大肆聚敛，使百姓不堪忍受。北魏孝明帝初，回朝尚書左僕射。提议安定边境在全国检括户口，得到孝明帝采纳。
元晖喜好文学，招集儒士崔鸿等撰《科录》二百七十卷，上起伏羲，下至晋朝，在病危时献给朝廷。神龜二年（519年）九月庚午逝世，虚岁五十五。葬於河南洛陽西四十里。1924年由于右任自洛阳购得〈元暉墓誌〉。

## 家庭

### 父母
- 元德，北魏镇南将军、河间简公
- 南阳张氏，北魏龙骧将军、阜城侯张提孙女[2]

### 兄弟
- 元悝，北魏光州刺史
- 元誕[3]

### 夫人
- 辽东公孙氏，北魏振威将军、北平郡太守、义平子公孙顺之女[4][5]

### 子女
- 元氏，嫁北魏直阁将军、辅国将军长乐冯邕[6]
- 元信，北魏司空参军事[7]
- 元弼，北齐骠骑大将军、左光禄大夫
- 元逸，北魏使持节、散骑常侍、都督冀州诸军事、卫将军、冀州刺史[4][5]
- 元氏，元弼妹，高欢妾